# Malthe Jakobsen
Malthe Jakobsen, född den 29 oktober 2003 i Sennels är en dansk racerförare.